# Balnakeil Church

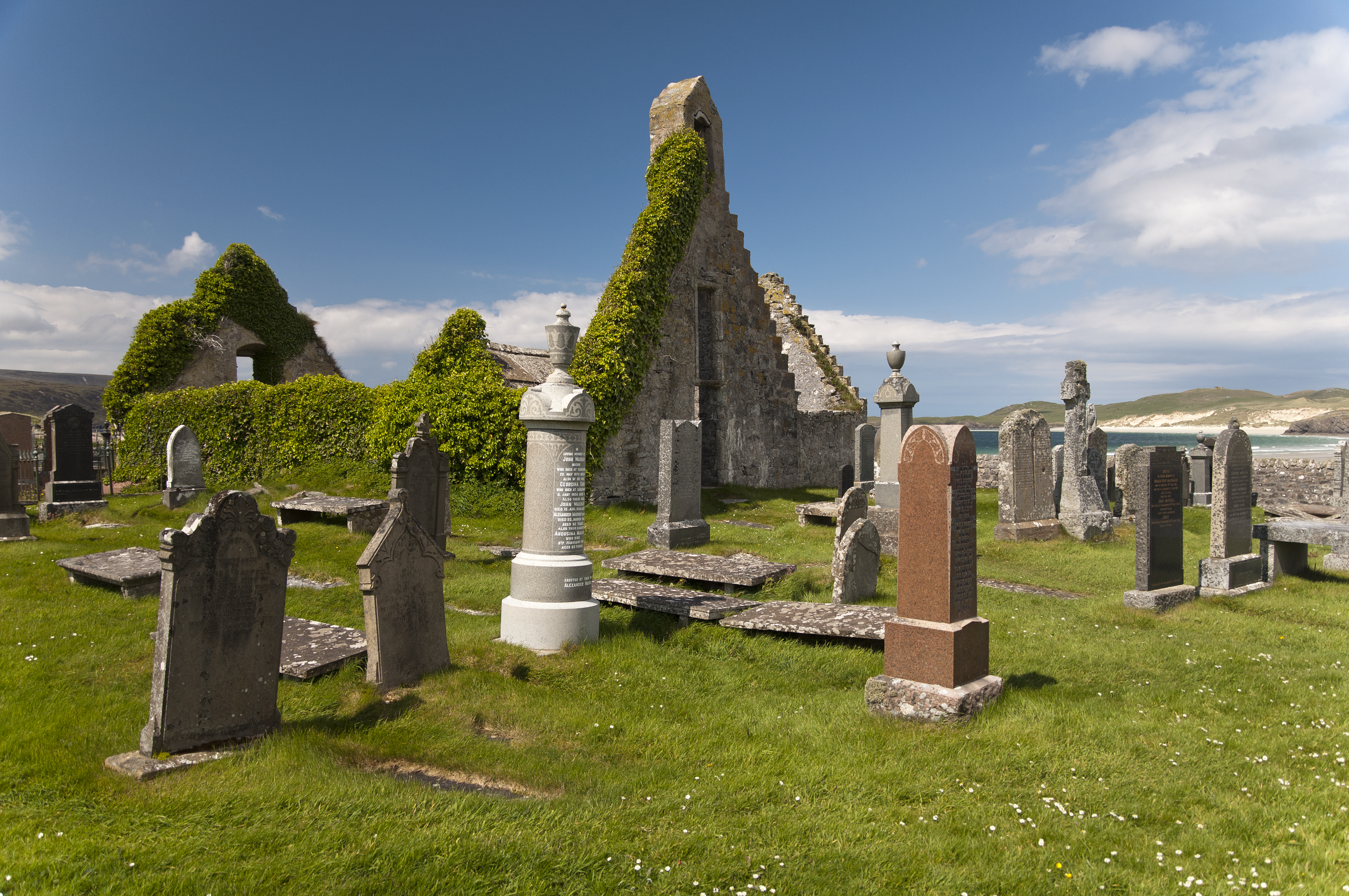
Balnakeil Church

Balnakeil Church is de ruïne van een kerk in de Schotse plaats Balnakeil bij Durness in het noordwesten van Sutherland. Balnakeil was een plaatselijk centrum van christendom vanaf de 8e eeuw waar een Keltisch klooster werd gesticht, hoogstwaarschijnlijk door Sint-Máelrubai, een monnik die ook Maelrubha wordt genoemd.
De kerk, vlak bij het strand van Balnakeil Bay, werd in de jaren rond 1617 gebouwd en in 1690 verbouwd. Ze geraakte halverwege de 19e eeuw verlaten toen een nieuwe kerk werd opgetrokken.

## Het kerkhof
Op het kerkhof is er een massagraf voor de schipbreukelingen van het schip Canton, emigranten die allemaal verdronken toen het schip zonk bij Faraid Head, een landtong vlak bij Balnakeil. Enkel een kleine, niet gemarkeerde heuvel geeft de plaats aan waar ze werden begraven.
In een niche in de zuidelijke gevel van de kerkruïne ligt een berucht man begraven: Domhnuall MacMhurchadh of Donald McMurdo wiens legende verbonden is met Smoo Cave. Hij woonde aan de oostelijke zijde van Loch Eriboll en vermoordde 18 mensen. Hij schonk 1000 £ aan Uisdean Dubh MacKayde tweede Lord of Reay die de kerk verbouwde in 1619 om hem daar te begraven zodat zijn resten niet zouden worden verstoord door zijn vijanden. Zijn grafsteen is versierd met oude heraldische symbolen waaronder een schedel en gekruiste beenderen en een inscripitie:
Donald Makmurchou here lies lo w Was ill to his friend, and worse to to his foe True to his master in prosperity and woe. DMMC 1623 (Donald Makmurchou ligt hier, die slecht was voor zijn vrienden en erger voor zijn vijanden Trouw aan zijn meester in voorspoed en tegenslag DMCC1623)

### John Lennon en Balnakeil Church
Op het kerkhof bevindt zich het graf van een tante van John Lennon, Elisabeth Parkes. Lennon verbleef tijdens vakanties bij zijn tante, een zuster van zijn moeder, in het vlakbijgelegen Sangomore. Elisabeth Parkes huwde na het overlijden van haar eerste echtgenoot met Robert Sutherland die in Durness woonde. In 1969 bezocht John Lennon deze streek voor het laatst in het gezelschap van Yoko Ono.

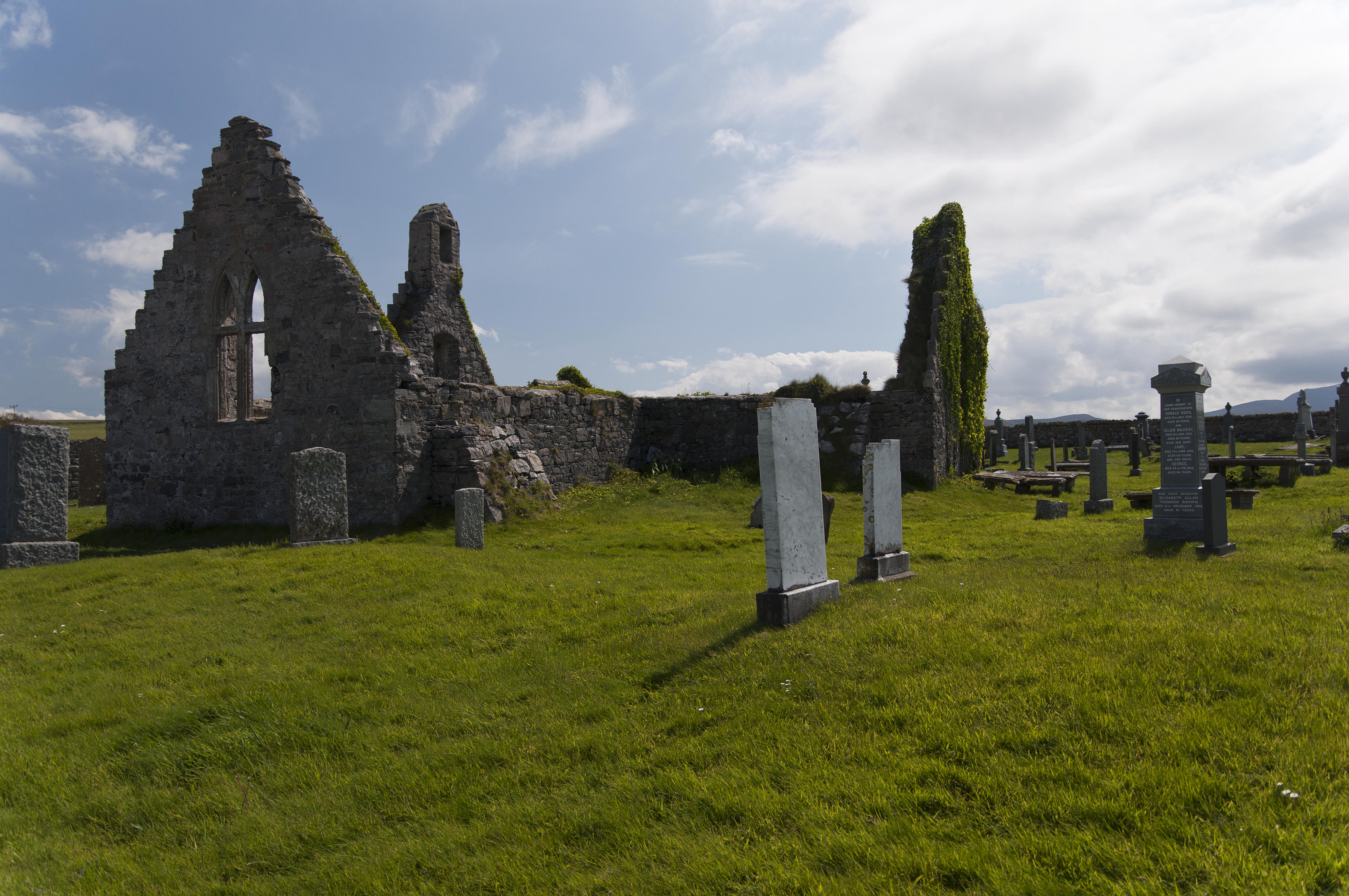
Balnakeil Church met het massagraf links op de voorgrond
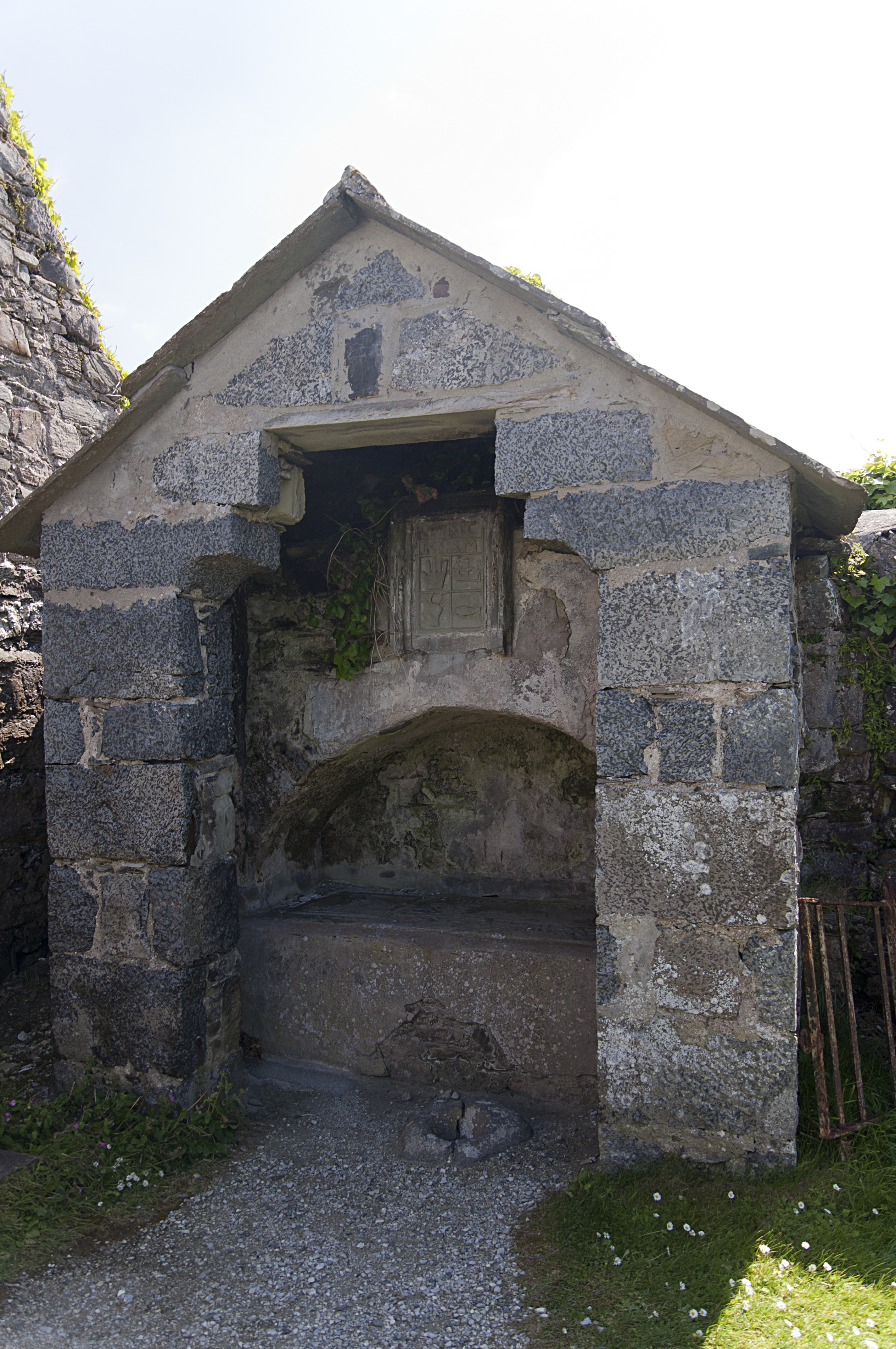
Het graf van Donald McMurdo
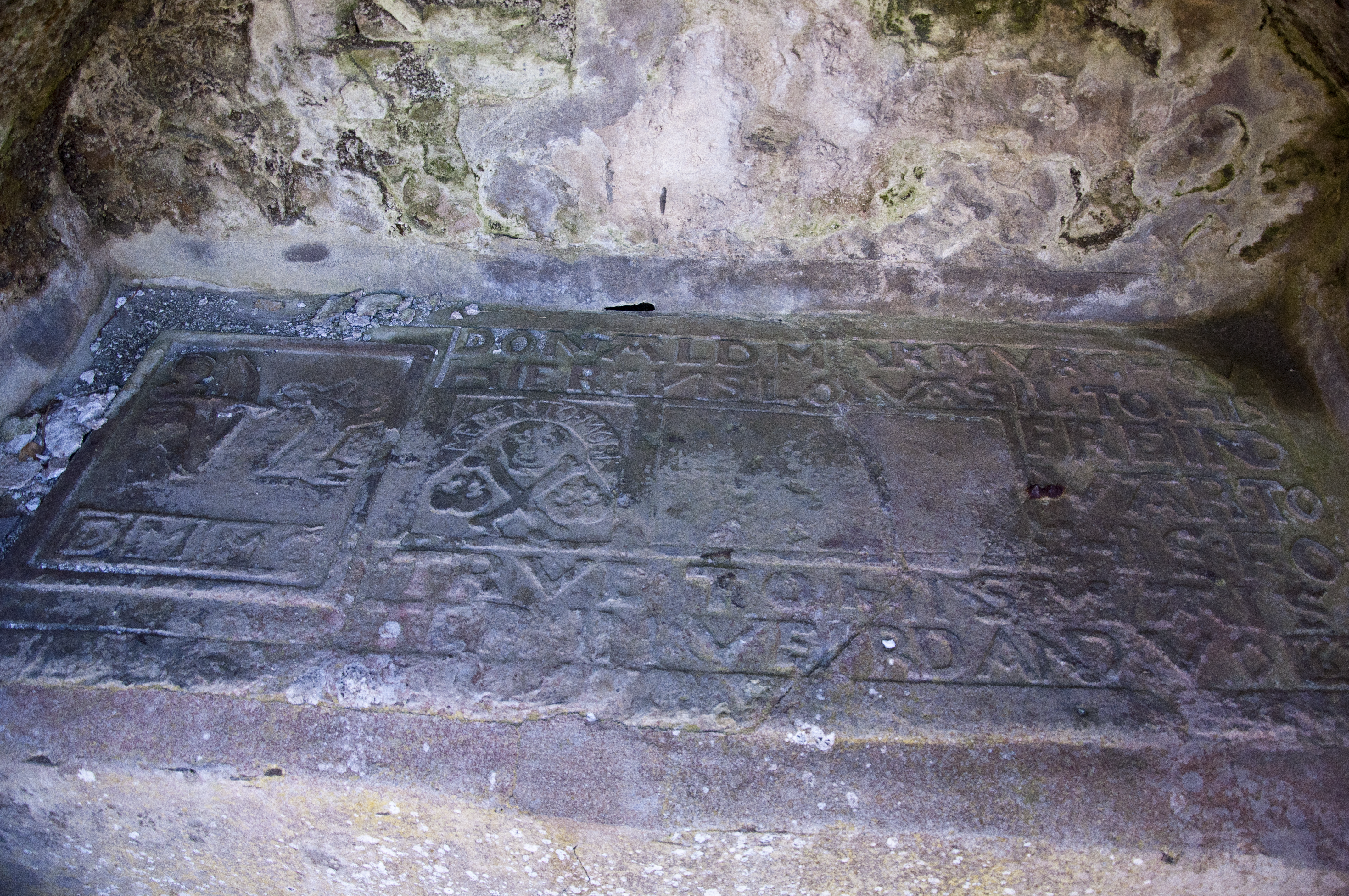
De grafsteen van Donald McMurdo